# Lasiopogon hirtellus
Lasiopogon hirtellus är en tvåvingeart som först beskrevs av Johann Wilhelm Meigen 1820.  Lasiopogon hirtellus ingår i släktet Lasiopogon och familjen rovflugor. Inga underarter finns listade i Catalogue of Life.